# Cumberland Gap (bergpas)

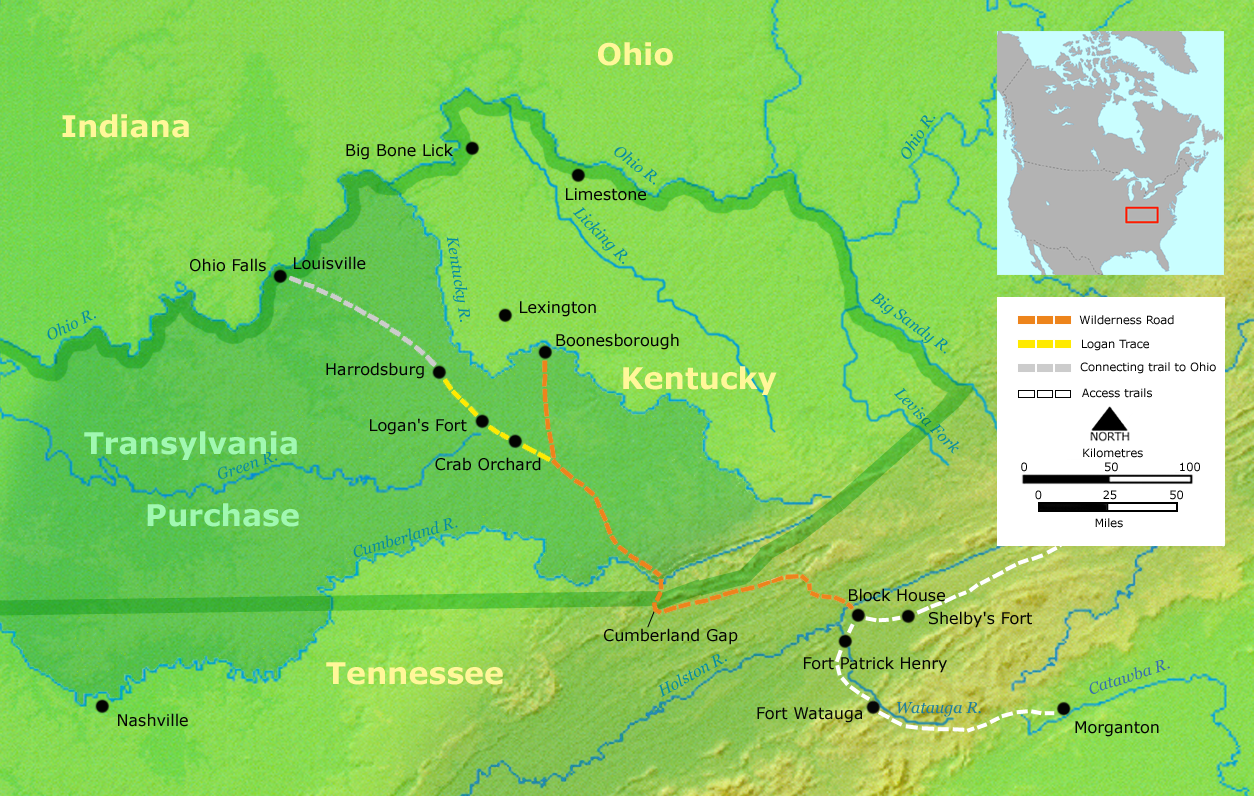
Kaart van Cumberland Gap en de Wilderness Road.

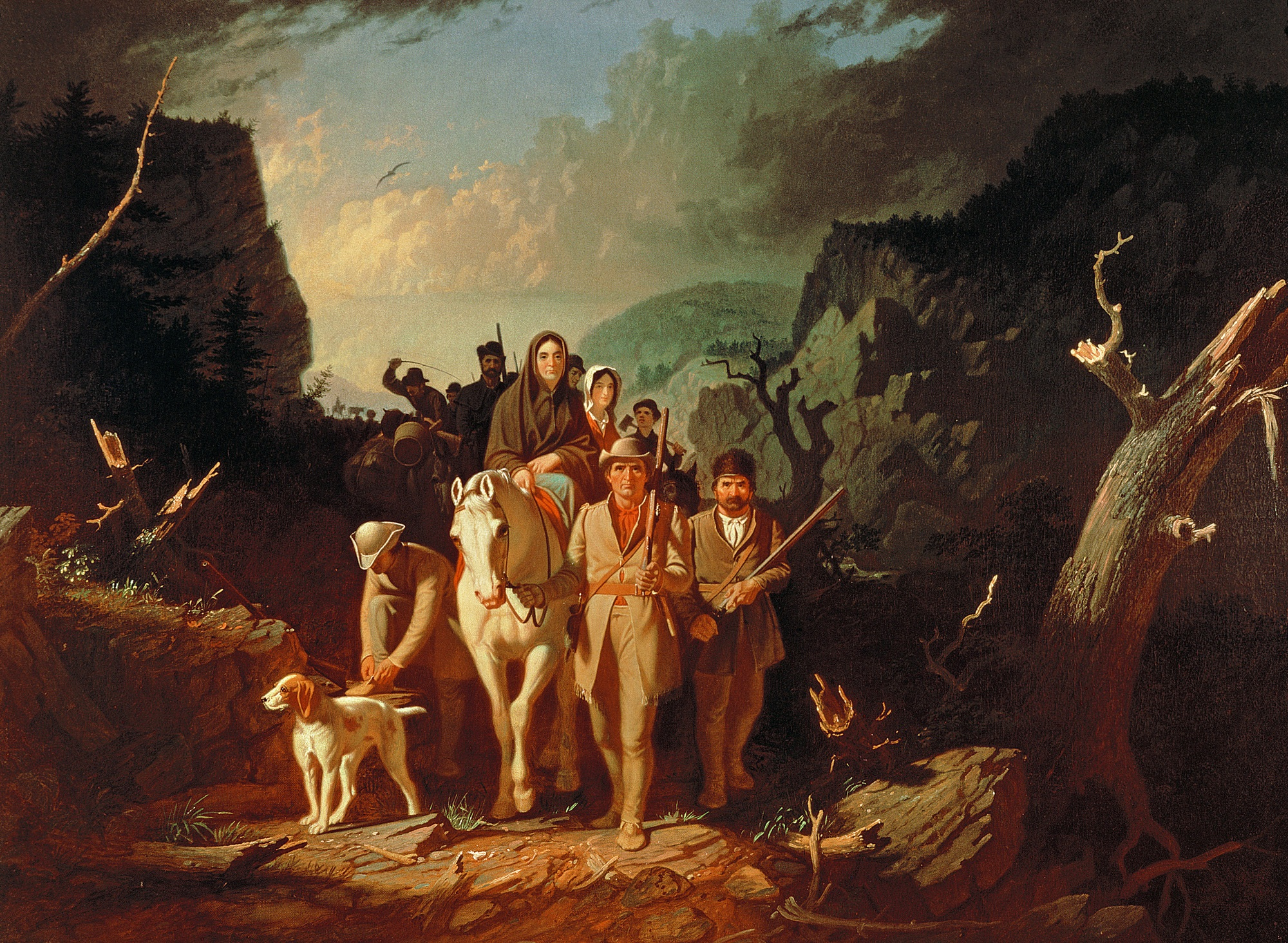
Daniel Boone leidt kolonisten door de Cumberland Gap, een schilderij van George Caleb Bingham uit 1851-1852.

Cumberland Gap is een bergpas in de centrale Appalachen. De pas bevindt zich op de grens van de Amerikaanse staten Tennessee, Kentucky en Virginia, op 490 meter hoogte.

## Geschiedenis
De bergpas speelde een belangrijke rol in de Amerikaanse geschiedenis als doorgang door de centrale Appalachen. Cumberland Gap werd oorspronkelijk door indianen gebruikt. In 1750 maakte de Virginiaanse dokter en verkenner Thomas Walker de route via Cumberland Gap bekend aan de andere kolonisten. De pionier en volksheld Daniel Boone verbreedde het pad in 1775. De pas ging deel uitmaken van de Wilderness Road, de route die kolonisten in de late 18e en vroege 19e eeuw gebruikten om vanuit het oosten Kentucky te bereiken. Tijdens de Amerikaanse Burgeroorlog dwongen noordelijke troepen een 2.300 mannen sterk garnizoen van de Confederacy tot overgave in de slag bij Cumberland Gap.
Cumberland Gap valt nu onder het federaal beschermde Cumberland Gap National Historical Park. De eigenlijke bergpas ligt net ten noorden van het punt waar de grenzen tussen Kentucky, Tennessee en Virginia samenkomen. Het dorpje Cumberland Gap (Tennessee) is naar de pas vernoemd.